# Félix Wittouck
Félix François Antoine Wittouck, né à Leeuw-Saint-Pierre le 22 septembre 1849 et décédé à Leeuw-Saint-Pierre, commune dont il fut bourgmestre et où il résidait dans le château familial de Petit-Bigard, le 9 mai 1916.

## Biographie
Félix Wittouck était le fils de Félix-Guillaume Wittouck et d'Élise Boucquéau et fonda avec ses frères Frantz et Paul les Sucreries centrales de Wanze et reprit la Raffinerie tirlemontoise.
Il était administrateur des sucreries et de la firme "Soie artificielle russe" de 1905 à 1911.